# Даугава (стадион, Лиепая)
„Даугава“ е многофункционален стадион в гр. Лиепая, Латвия. Построен е през 1925 г. Разполага с капацитет от 4022 места след основния ремонт от 2002 г.
На този стадион домакинските си мачове играе местният футболен тим „Металург“.